# ジャンニ・フェッリオ
ジャンニ・フェッリオ（Gianni Ferrio, 1924年11月15日 - 2013年10月21日）は、イタリア・ヴェネト州ヴィチェンツァ出身の作曲家。主に映画音楽、カンツォーネ、ミュージカルの作曲家として知られる。フェッリオが作曲した楽曲で最も知名度が高い作品は、「パローレ、パローレ…」で有名なダリダとアラン・ドロンが歌ったシャンソン「あまい囁き」 Paroles... paroles.... であり、原曲はミーナ（ミーナ・マッツィーニ）とアルベルト・ルーポが歌ったカンツォーネ（"Parole parole"）であった。
日本ではジャンニ・フェリオと表記されることもあるが、イタリアのアナウンサーなどの発音を聞くとジャンニ・フェッリオが原音に近い。出生名はジョヴァンニ＝アキッレ・フェッリオ（Giovanni Achille Ferrio）。

## 経歴
1924年にイタリアのヴェネト州ヴィチェンツァで生まれる。当初は医師を志してパドヴァ大学で薬学を学んでいたが、のちに音楽への関心を抱くようになりヴェネツィアで音楽教育を受ける。マリアーノ・フリーゴにヴァイオリンを、アメリーゴ・ジロット及びアッリーゴ・ペドロッロに和声、作曲、オーケストラ指揮を学ぶ。1940年代から指揮者として活動を始め、1953年にミラノのレコード会社"Compagnia Generale del Disco"社に所属してカンツォーネの編曲・オーケストラ指揮の仕事をするようになる。その後、1950年代には作曲家に進出し、カンツォーネ、映画音楽、ミュージカルの作曲において精力的に活動した。

### カンツォーネ
日本では映画音楽で知られるが、実際にはカンツォーネの作曲家兼アレンジャーとしての活動に力を入れていた。1940年代からカンツォーネの編曲・指揮者として活躍したのちに作曲家に進出し、1958年にイタリアの人気歌手テディ・レーノの新曲として作曲した"Piccolissima serenata"というカンツォーネが大ヒットしたことで作曲家として頭角を現す。1962年には人気歌手ミーナ（ミーナ・マッツィーニ）に提供した"Improvvisamente"というカンツォーネがヒットし、以降はミーナからの絶大な信頼を得て、楽曲提供はもちろん編曲、録音やコンサートでのオーケストラ指揮において協力を続ける。また、テレビの音楽番組においてオーケストラ指揮者としてミーナと共演する機会も多く、ミーナが視聴者に対してフェッリオを紹介する場面もたびたび見られた。
中でも前述のように1972年にミーナに提供した美しいメロディの「あまい囁き」Parole parole は国際的な大ヒットを果たした。官能的な美しさのメロディをミーナが歌いながら、イタリアの名優アルベルト・ルーポが愛を囁く絶妙の演出が話題となり、翌年1973年にはフランスにおいてダリダとアラン・ドロンによって "Paroles... paroles...." としてフランス語でカバーされる。当時絶大な人気を誇っていたアラン・ドロンの知名度によって、ダリダとドロンによるフランス語版はミーナによるオリジナル版を凌ぐ大ヒットとなっている。
ミーナの他にも、アンナ・モッフォ、オルネラ・ヴァノーニ、カテリーナ・ヴァレンテ、ジョニー・ドレッリ、フレッド・ボングスト、マリーナ・モランといったイタリアの人気歌手に対して楽曲提供、アレンジ、オーケストラ指揮において協力した。また、アストル・ピアソラ、エリス・レジーナ、ルイス・ボンファ、トゥーツ・シールマンス、ジェリー・ルイス、ジェームス・テイラーがイタリア公演を行う際にもアレンジやオーケストラの指揮によって協力した。
1970年には「官能美の女王」と呼ばれて高い人気を得ながらその官能的な歌い方がスキャンダルとして保守勢力から政治的な圧力を受け続けた女性歌手ユーラ・デ・パルマのシスティーナ劇場リサイタルを後押しし、フェッリオによる楽曲提供・編曲・オーケストラ指揮によってこの公演は大成功を果たしている。また、この公演のライヴ録音は "Jula al Sistina" としてRCAイタリアからレコードが発売された。
1965年のユーロビジョン・ソング・コンテストでは音楽監督を担当。歌手の伴奏指揮者としても3曲の指揮を受け持ち、オーストリアから出場したウド・ユルゲンスが歌う「愛のことづけ」Sag ihr, ich lass sie grüßen、アイルランドから出場したバッチ・ムーアが歌う"Walking the Streets in the Rain" 、イタリアから出場したボビー・ソロが歌う「君に涙とほほえみを」Se piangi, se ridi のオーケストラ指揮を担当した。また、サンレモ音楽祭においてもアレンジャー兼歌手の伴奏指揮者として1959年、1962年、2007年に出場している。

### 映画音楽
1958年から映画音楽の作曲活動も開始する。初期はイタリアの喜劇役者トトやウーゴ・トニャッツィが主演したイタリア式コメディの映画音楽が主な活動であった。
1965年に、ジョルジョ・フェッローニ監督、ジュリアーノ・ジェンマ主演によるマカロニ・ウェスタン映画の傑作『荒野の1ドル銀貨』Un dollaro bucato（1965年）の音楽を担当する。この映画が大ヒットしたことによって、音楽を作曲したフェッリオの知名度も高まる。この映画のテーマ曲はフレッド・ボングストが歌ったカンツォーネのヒット曲「君が君でなかったら」Se tu non fossi bella come sei をアレンジして流用した曲だったが、映画のヒットによって原曲を上回る知名度と人気を得た。
『荒野の1ドル銀貨』の翌年にジョルジョ・フェッローニ監督とジュリアーノ・ジェンマがふたたび組んだ傑作マカロニ・ウェスタン『さいはての用心棒』 Per pochi dollari ancora（1966年）の音楽も担当し、映画・音楽ともにふたたび大ヒット。1960年代の日本では『荒野の1ドル銀貨』と『さいはての用心棒』によって、フェッリオの作曲家としての名声が確立した。
1970年前後からは、マカロニ・ウェスタンの衰退と入れ替わるように流行したジャッロ（イタリア製スリラー映画）の音楽を多く担当する。フェッリオが手掛けたジャッロの映画音楽の中でも、多くのカンツォーネを提供したミーナによるスキャットを取り入れた、"La morte accarezza a mezzanotte"（1972年）の音楽は人気が高い。
エロティック系の映画に提供した官能的な美しさの音楽も完成度が高い。『エマニエル夫人』（1975年）の原作者として知られるエマニュエル・アルサンの小説を『エマニエル夫人』以前にイタリアで映画化した"Io, Emmanuelle"（1969年）の音楽を担当した際は、特にミーナが歌った主題歌がイタリアで大ヒットし、イタリアでは複数の歌手がカバーしてスタンダード曲となった。前述のユーラ・デ・パルマのシスティーナ劇場リサイタルでも、ジャンニ・フェッリオ自身の編曲・指揮によってユーラ・デ・パルマが "Io, Emmanuelle" を歌っている。
1960年代にヒットしたハンガリー人女優テリー・トルダイ主演の、"I dolci vizi... della casta Susanna"（1967年）、"Susanna... ed i suoi dolci vizi alla corte del Re"（1968年）、"Il trionfo della casta Susanna"（1969年）の三部作から成る歴史エロティック映画「スザンナ」シリーズに提供した甘美な映画音楽も知られている。
1972年には『かくも長き不在』（1961年）のアンリ・コルピ監督がジュール・ヴェルヌの「神秘の島」を原作にしたテレビドラマ『ミステリー島探検／地底人間の謎』 L'isola misteriosa e il capitano Nemo（1972年）の音楽を担当した。この映画の音楽はエンニオ・モリコーネの映画音楽で多くのスキャットを歌った女性歌手エッダ・デロルソのスキャットを取り入れている。このドラマは後に再編集されて劇場公開され、劇場版は日本でも公開された。また、『ミステリー島探検／地底人間の謎』の主題曲は製作後の1974年にイタリア語の歌詞がつけられ、フェッリオとの親交が深いミーナが"Trasparenze" というタイトルで歌っている。
フェッリオはイタリア映画界の重鎮エルマンノ・オルミ監督の『婚約者たち』I fidanzati（1963年）および"I recuperanti"（1969年）でも音楽を担当している。ただしエルマンノ・オルミはイタリア人監督としては珍しく、あまり音楽を重要視した演出を行わない監督なので、これらの作品のサウンドトラックに関しては語られる機会はほぼ無い。

### 1980年代以降
1970年代までは映画音楽とカンツォーネにおいて精力的に活動したが、1980年代になると作曲活動は少なくなっていく。1990年代になるとポップスや映画音楽の仕事は減っていったが、舞台におけるミュージカルの作曲で衰えない創作意欲を示した。中でもハリウッドのコメディ映画『ミセス・ダウト』（1993年）をイタリアでミュージカル化した"...e meno male che c'è Maria"（1999年）は好評となり、舞台のサウンドトラックCDが発売されるほどの成功となった。
また、映画音楽の大家ピエロ・ピッチオーニが2004年に亡くなった後、2006年2月に行われたピッチオーニの追悼コンサートにおいて、友人であったジャンニ・フェッリオがローマ・シンフォニエッタ管弦楽団を指揮し、ピッチオーニの曲を演奏して故人に哀悼を捧げた。その追悼コンサートのライヴ録音は「ピエロ・ピッチオーニに捧げるオマージュ」Homage to Piero Piccioni としてCD発売されている。
2013年10月21日、ローマで死去。

## 主な作品

### 映画音楽
| 公開年 | 作品名                                              | 原題                                         |
| ------ | --------------------------------------------------- | -------------------------------------------- |
| 1960年 | 歌え!太陽                                           | Appuntamento a Ischia                        |
| 1961年 | 豊かなる成熟                                        | Le italiane e l'amore                        |
| 1963年 | グランド・キャニオンの大虐殺                        | Massacro al Grande Canyon                    |
| 1963年 | 婚約者たち                                          | I fidanzati                                  |
| 1965年 | 荒野の1ドル銀貨                                     | Un dollaro bucato                            |
| 1966年 | 愛は限りなく                                        | Dio, come ti amo                             |
| 1966年 | さいはての用心棒                                    | Per pochi dollari ancora                     |
| 1967年 | 荒野の一つ星                                        | Wanted                                       |
| 1967年 | つむじ風のキッド                                    | ...e divenne il più spietato bandito del Sud |
| 1967年 | さすらいのデスペラード                              | El desperado                                 |
| 1967年 | "I dolci vizi... della casta Susanna"               | （日本未公開）                               |
| 1968年 | "Susanna... ed i suoi dolci vizi alla corte del Re" | （日本未公開）                               |
| 1969年 | 荒野の大活劇                                        | Vivi o, preferibilmente, morti               |
| 1969年 | "I caldi amori di una minorenne (Perversion Story)" | （日本未公開）                               |
| 1969年 | "Il trionfo della casta Susanna"                    | （日本未公開）                               |
| 1969年 | "Io, Emmanuelle"                                    | （日本未公開）                               |
| 1969年 | "I recuperanti"                                     | （日本未公開）                               |
| 1970年 | スレッジ                                            | A Man Called Sledge                          |
| 1970年 | 炎の戦士ロビン・フッド                              | L'arciere di fuoco                           |
| 1970年 | "La morte risale a ieri sera"                       | （日本未公開）                               |
| 1971年 | "Una farfalla con le ali insanguinato"              | （日本未公開）                               |
| 1972年 | 新・さすらいの用心棒                                | Amico, stammi lontano almeno un palmo        |
| 1972年 | ビッグ・ガン                                        | Tony Arzenta                                 |
| 1972年 | フランコ・ネロの 新・脱獄の用心棒                   | ¡Viva la muerte... tua!                      |
| 1972年 | ミステリー島探検／地底人間の謎                      | L'isola misteriosa e il capitano Nemo        |
| 1972年 | "La calandria"                                      | （日本未公開）                               |
| 1972年 | "La morte accarezza a mezzanotte"                   | （日本未公開）                               |
| 1974年 | 殺人迷路                                            | L'uomo senza memoria                         |
| 1974年 | 尻たたき                                            | La sculacciata                               |
| 1975年 | 喜劇・ガンバレ社長サン！                            | Il padrone e l'operaio                       |
| 1977年 | カリフォルニア〜ジェンマの復讐の用心棒              | California                                   |
| 1978年 | 青い経験 エロチカ大学                               | L'insegnante va in collegio                  |
| 1978年 | 妻を失い恋人を見つける法                            | Come perdere una moglie e trovare un'amante  |
| 1985年 | 魔境のガン・ファイター                              | Tex e il signore degli abissi                |

### カンツォーネ
- "Piccolissima serenata" 歌：テディ・レーノ (1958)
- "Improvvisamente" 歌：ミーナ（ミーナ・マッツィーニ） (1962)
- "Lady Bossa Nova" 歌：マリーナ・モラン (1962)
- "Non mi dire "adeus"" 歌：マリーナ・モラン (1963)
- "Stanotte come ogni notte" 歌：マリーナ・モラン (1963)
- "'A nnammurata mia" 歌：フレッド・ボングスト (1964)
- 君が君でなかったら Se tu non fossi bella come sei 歌：フレッド・ボングスト (1965)

※同年の映画『荒野の1ドル銀貨』（1965年）のテーマ曲に流用。
- "Ora o mai più" 歌：ミーナ (1965)
- "Dipenderà da te" 歌：アンナ・モッフォ (1968)
- "Un bacio" 歌：アンナ・モッフォ (1968)
- "Una donna, una storia" 歌：ミーナ (1970)
- "Questa cosa chiamata amore" 歌：ミーナ (1970)
- "Quando mi dici così" 歌：フレッド・ボングスト (1970)
- "Sei tu, sei tu" 歌：フレッド・ボングスト (1971)
- あまい囁き Parole parole 歌：ミーナ、アルベルト・ルーポ (1972)
- あまい囁き Paroles... paroles.... 歌：ダリダ、アラン・ドロン (1973)
- "Trasparenze" 歌：ミーナ (1974)

※映画『ミステリー島探検／地底人間の謎』の音楽に歌詞をつけた楽曲。
- "Penombra" 歌：ミーナ (1974)
- "Non gioco più" 歌：ミーナ (1975)
- "Good Evening Friends" 歌：ミーナ (1976)
- "Triste" 歌：ミーナ (1977)